# Nový Kramolín
Nový Kramolín település Csehországban, a Domažlicei járásban. Nový Kramolín Otov, Poběžovice, Vlkanov, Mnichov, Pařezov és Postřekov településekkel határos. Lakosainak száma 223 fő (2024. január 1.).

## Népesség
A település lakosságának változását az alábbi diagram mutatja:
| Lakosok száma | 609  | 600  | 609  | 192  | 179  | 230  | 212  | 223  | 229  | 223  |
|               | 1869 | 1890 | 1921 | 1950 | 1980 | 2001 | 2017 | 2019 | 2022 | 2024 |